# Noua
Noua este un cartier al municipiului Brașov, situat la ieșirea din oraș, spre București, în partea de sud-est. 

## Prezentare
Din cartier pornesc mai multe trasee montane care fac legătura cu Poiana Brașov, Timișu de Jos sau Tâmpa. Fauna este foarte diversificată, în pădurile din apropierea cartierului putându-se întâlni mamifere cum ar fi ursul, lupul, mistrețul, jderul ori căprioara. 
Tot în pădurile din apropiere se găsesc mai multe izvoare din care se aprovizionează cu apă curată de munte localnicii, printre acestea numărâdu-se izvorul Honterus si Fântâna Hoților.

## Istoric

### Epoca Bronzului
Cartierul Noua dă numele culturii Noua, o cultură arheologică a Epocii Bronzului târzie. În 1901 au fost descoperite din întâmplare patru morminte de înhumație, având scheletele chircite pe o parte, și ca inventar funerar cești cu torți supraînălțate, specifice acestei culturi. Acest sit funerar a rămas situl-tip al culturii.

## Atracții turistice
- Biserica ortodoxă "Sfântul Ioan Botezătorul
- Clopotnița bisericii ortodoxe
- Lacul Noua este amenajat cu un ponton de unde se pot închiria bărci pentru plimbări de agrement. Lacul este înconjurat de o alee, de unde, pe un podeț, se ajunge pe o mică insulă.
- Grădina zoologică, înconjurată de pădure, este o atracție permanentă atât pentru localnici cât și pentru turiști. Amplasamentul se află pe str. Brazilor.
- Troița din Dârste (ridicată în anul 1925), edificiu aflat în punctul cel mai înalt al Dealului Pleașa, loc unde în fiecare an, de Sfânta sărbătoare a Înălțării Domnului (cunoscută în popor și sub denumirea de Ispas și prăznuită la 40 de zile după Paști), creștinii dârstari obișnuiesc să iasă într-o mică procesiune.
- Baza Sportivă Noua are în componență A.S. Rugby Club Brașov, teren de rugby, și Brașov Tennis Academy cu terenuri de tenis pentru copii si juniori. Amplasament: str. Murelor.
- Parcul Aventura este prevăzut pentru activități sportive în aer liber și are opt trasee de dificultate progresivă, începând de la cele pentru copii și începători care nu depășesc înălțimea de trei metri și ajungând până la douăzeci de metri pentru cei experimentați. Este amplasat în imediata apropiere a lacului, în pădure[3].
- În fiecare an se realizează un concurs numit Marșul Poștașilor; poștașii din cadrul Poștei Române fac ture de lac, iar câștigatorul primește un premiu[4].
- Sit arheologic (datat: Halstatt timpuriu)

## Galerie foto

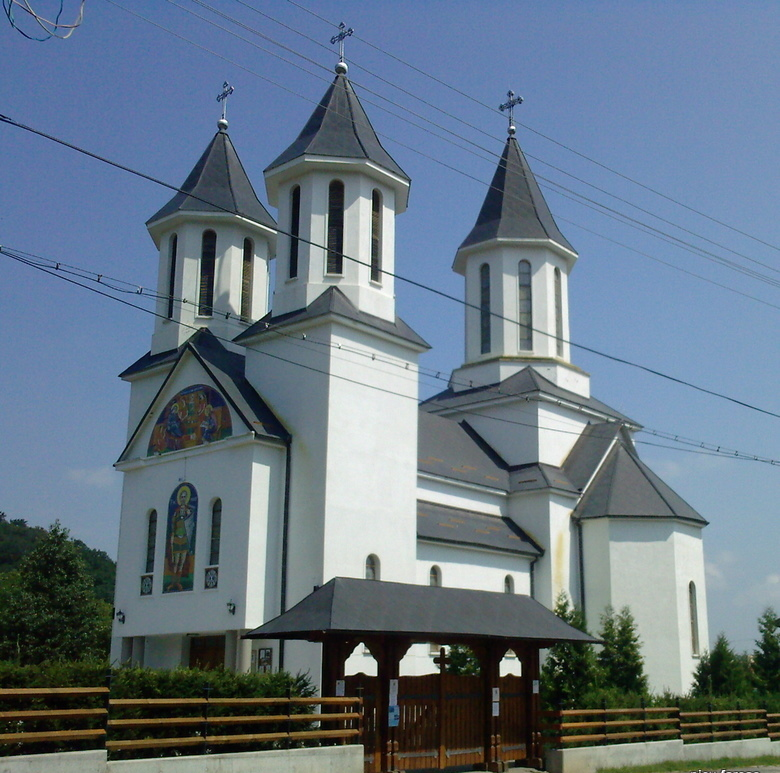
Biserica „Sfântul Ioan Botezătorul”
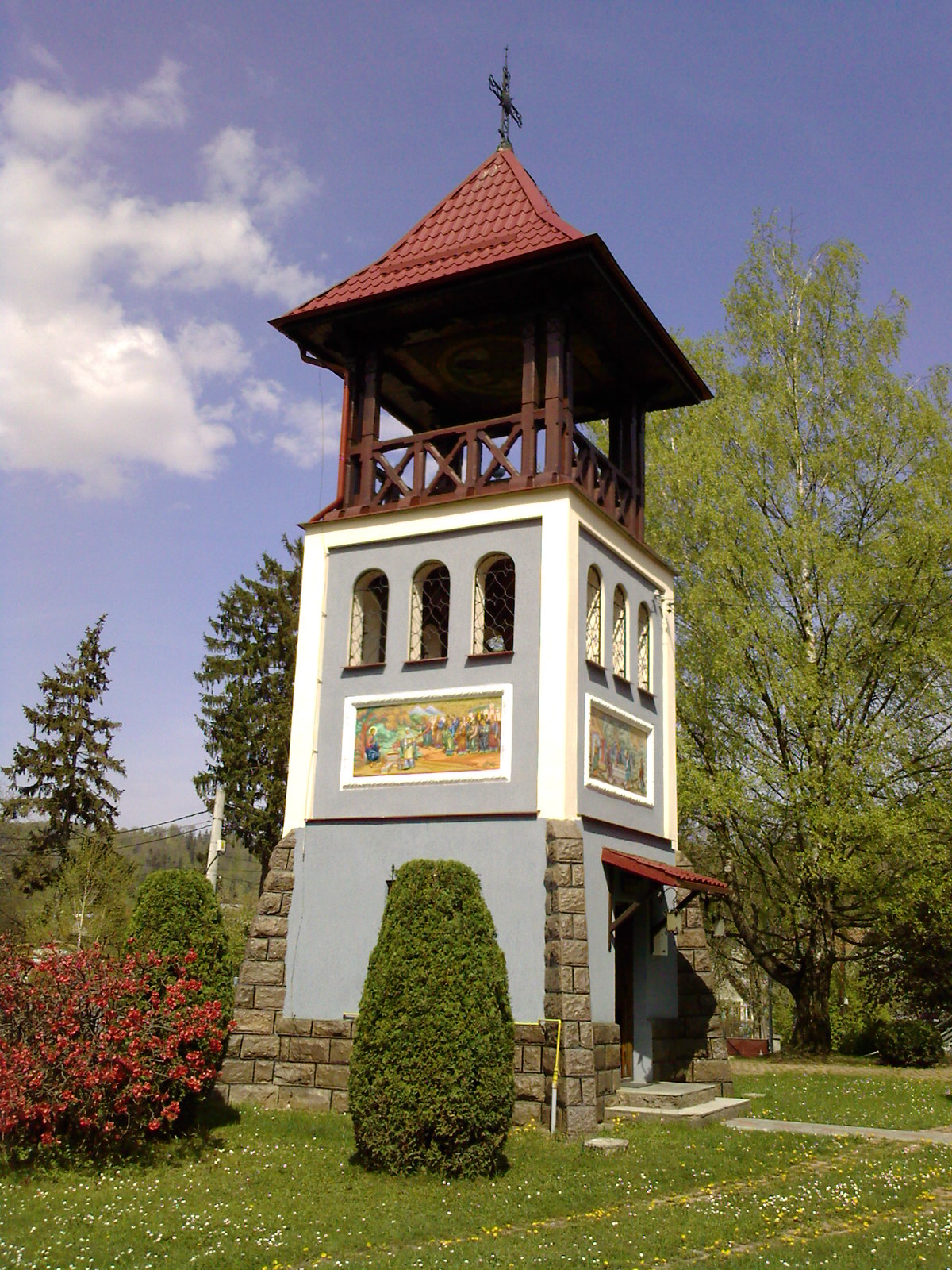
Clopotnița bisericii "Sfântul Ioan Botezătorul"
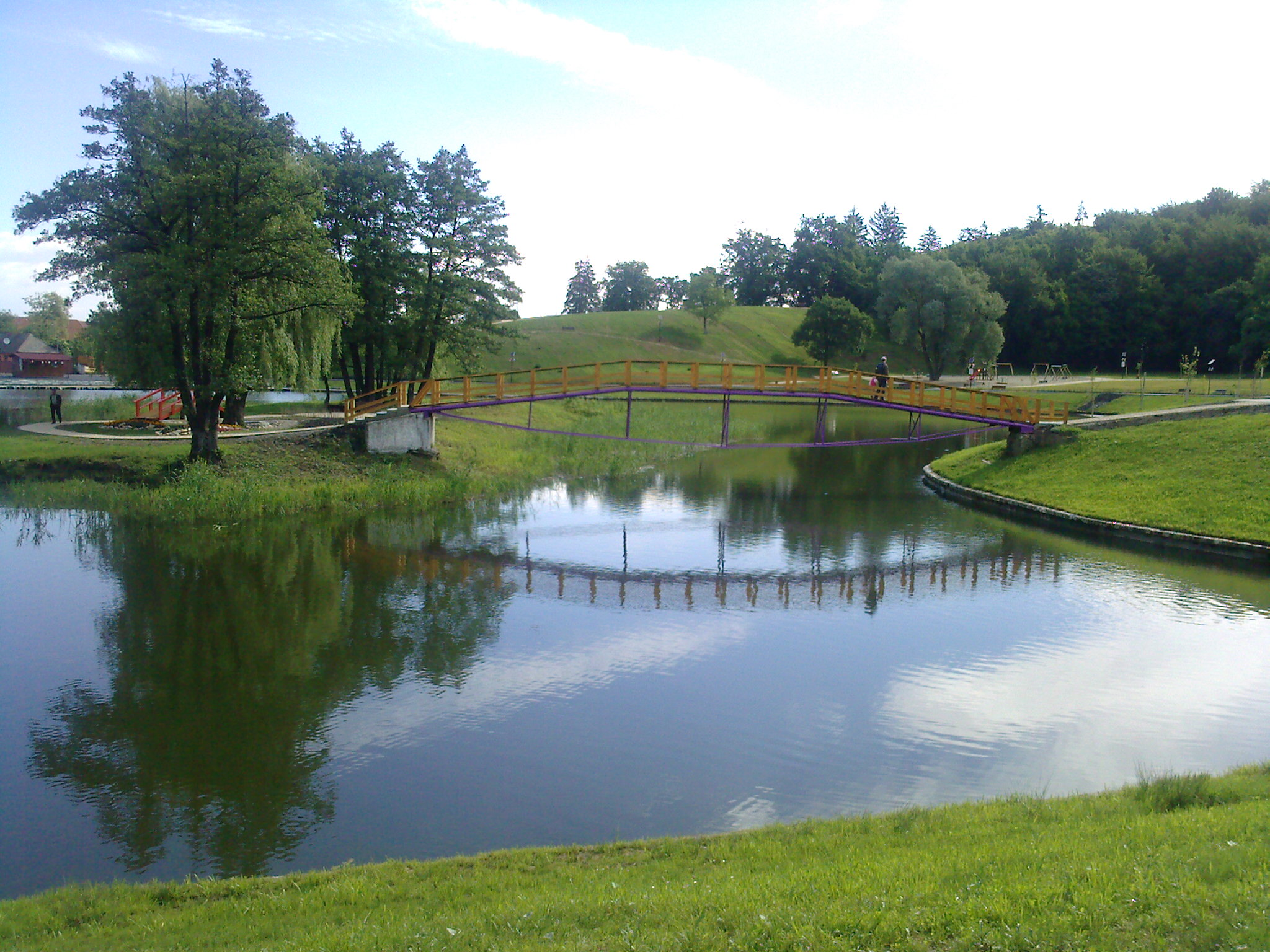
Lacul Noua, vara
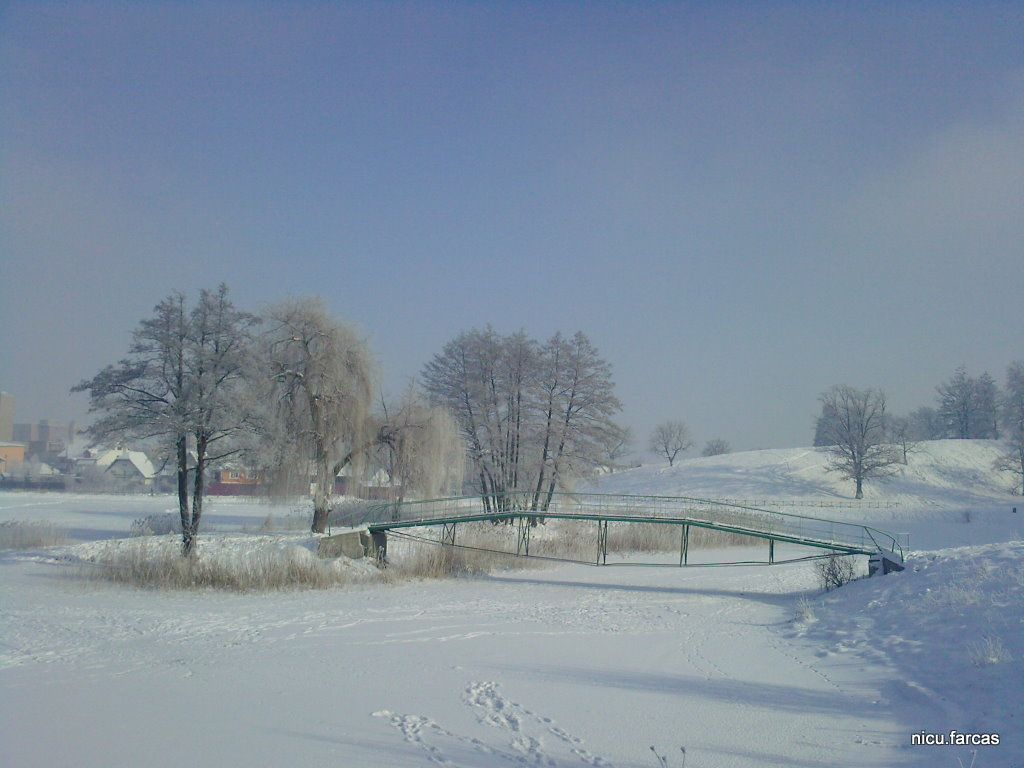
Lacul Noua, iarna
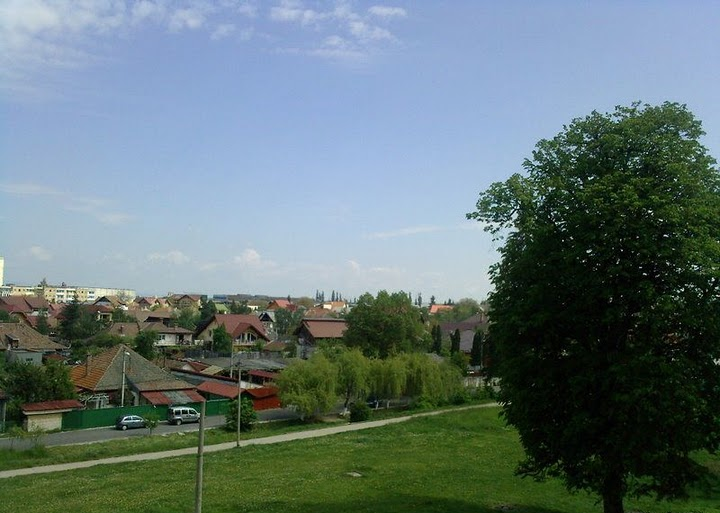
Vedere asupra cartierului
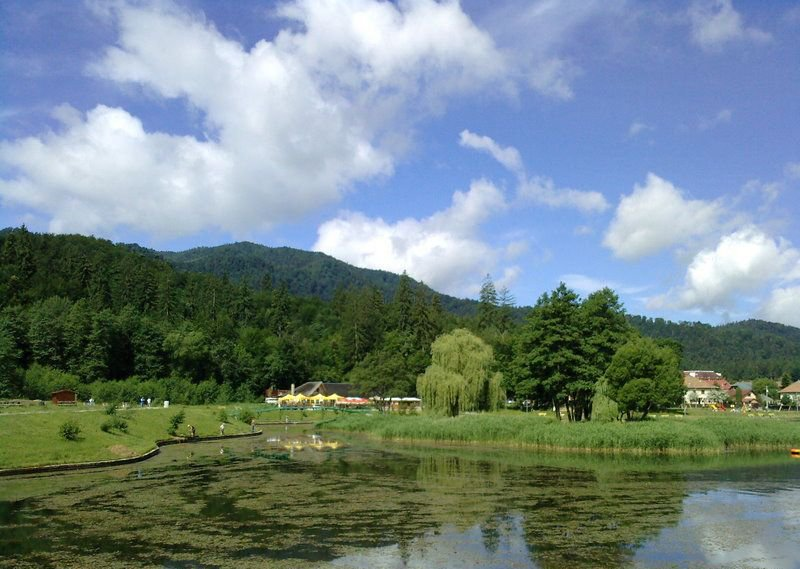
Lacul Noua
Parc "Aventura"
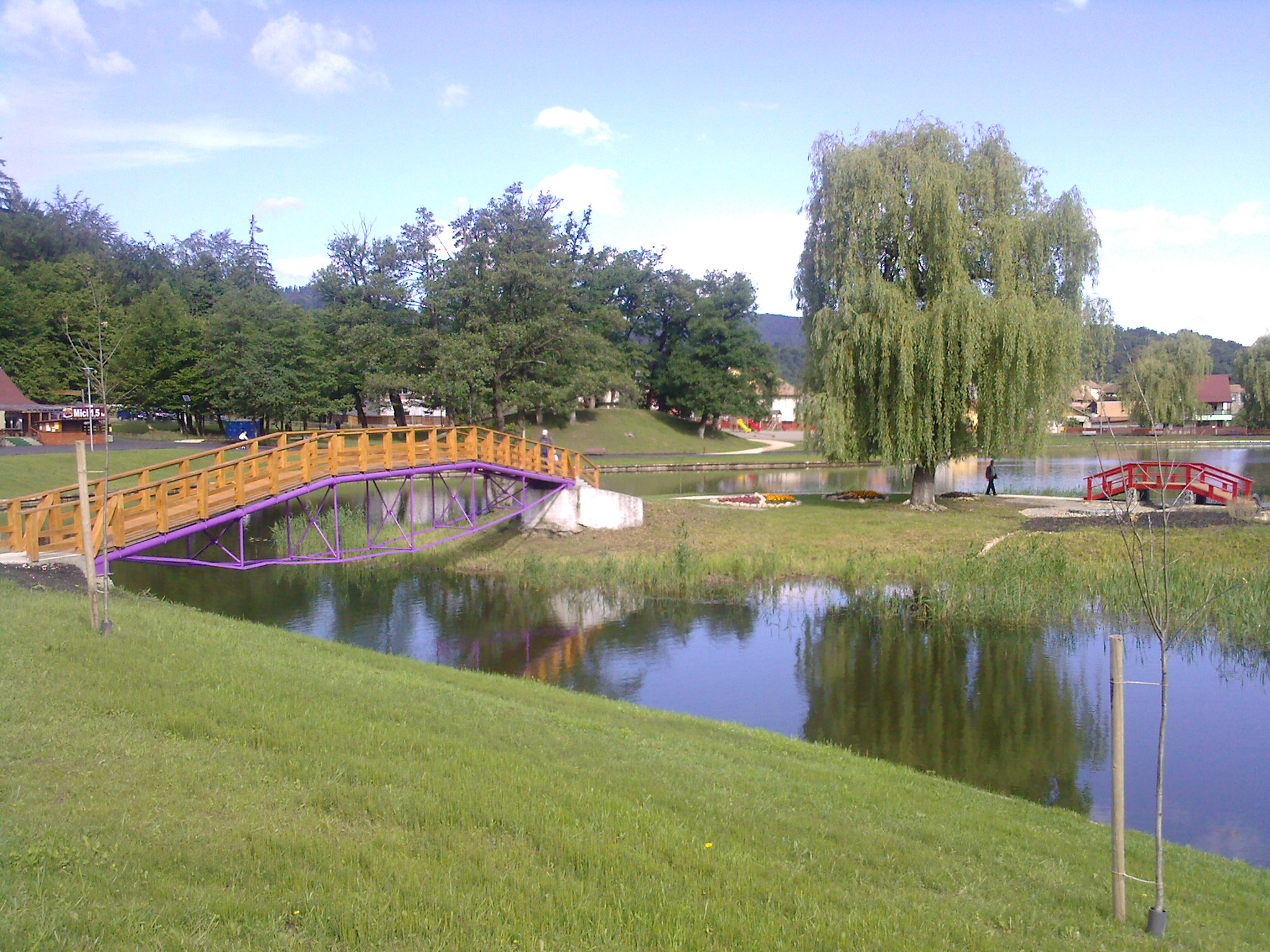
Lacul Noua
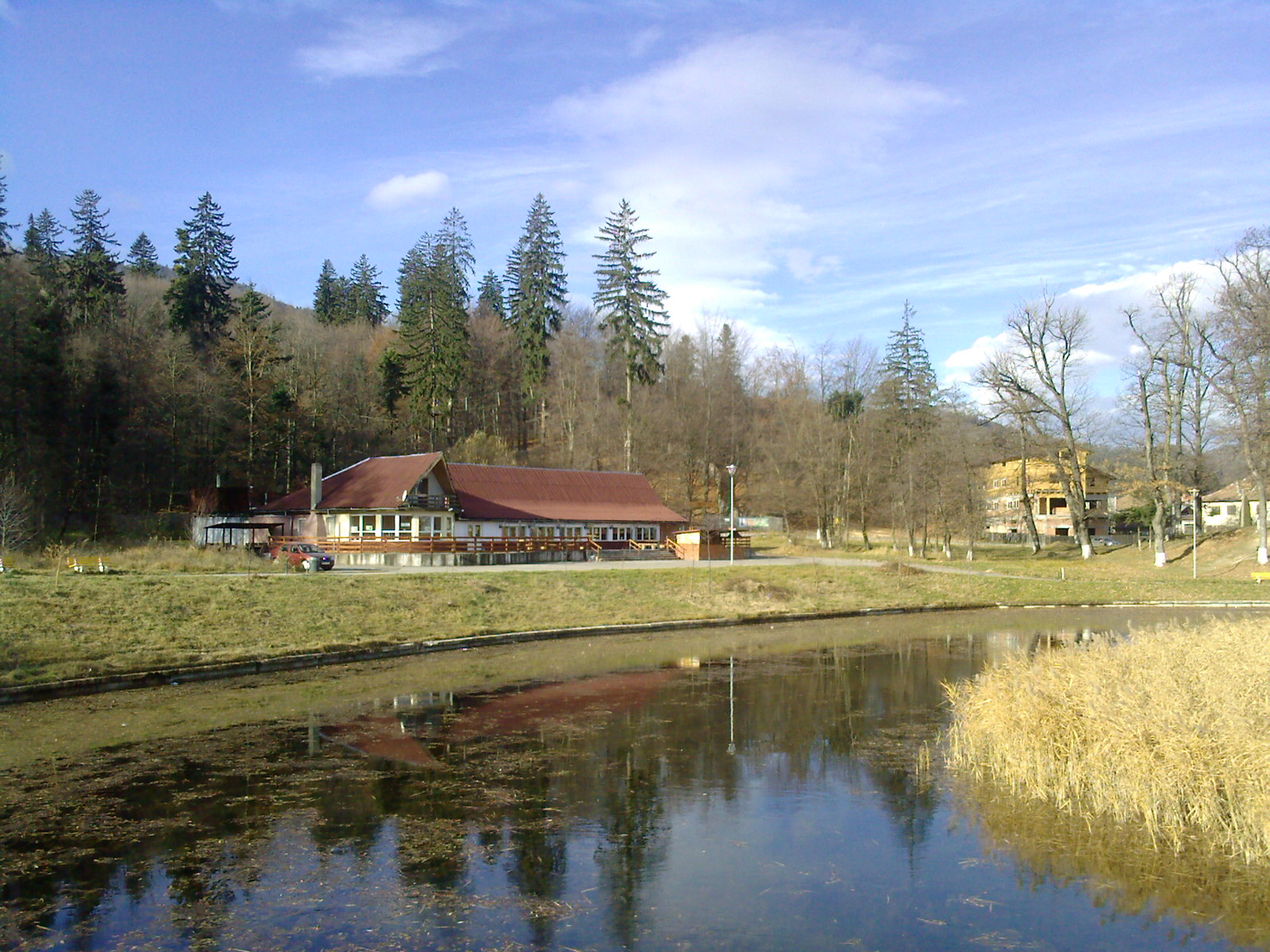
Noua
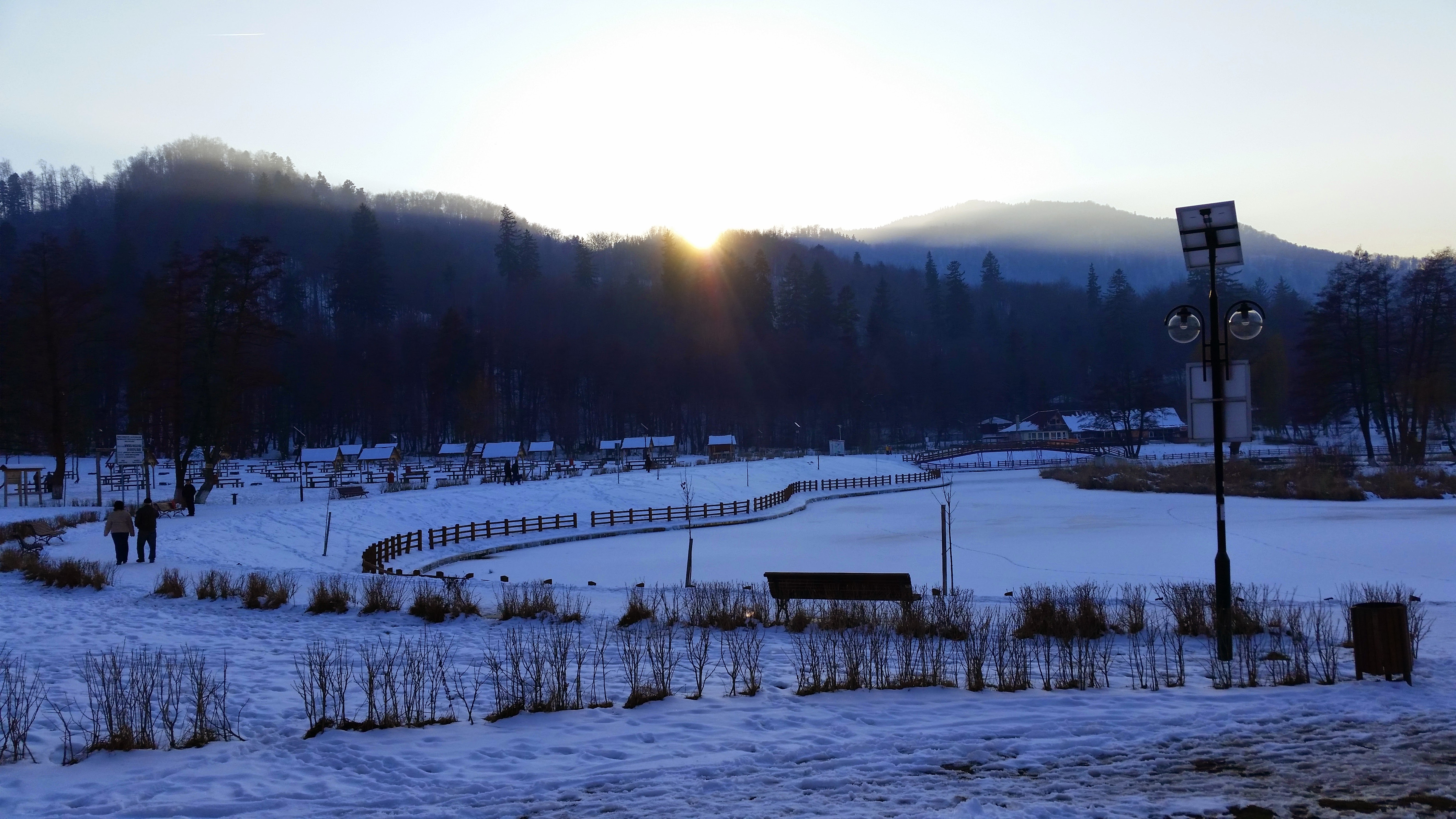
Lacul Noua în anul 2015, iarna